# Lysippe labiata
Lysippe labiata är en ringmaskart som beskrevs av Anders Johan Malmgren 1866. Lysippe labiata ingår i släktet Lysippe och familjen Ampharetidae. Enligt den svenska rödlistan är arten otillräckligt studerad i Sverige. Arten förekommer i Götaland. Artens livsmiljö är havet. Inga underarter finns listade i Catalogue of Life.